# HockeyAllsvenskan
HockeyAllsvenskan – drugi poziom rozgrywek hokeja na lodzie w Szwecji.
Partner TV: TV4 Play.

## Rozgrywki
Formalnie rozgrywki zostały powołane do życia w 2005 i od tego roku działają pod nazwą Hockeyallsvenskan. W latach 2005–2009 liga liczyła 16 zespołów, a od sezonu 2009/2010 uczestniczy w niej 14 drużyn. Zespoły rozgrywają między sobą cztery mecze w sezonie zasadniczym – po dwa u siebie i na wyjeździe.
Po zakończeniu sezonu zasadniczego rozgrywane są play-offy, które wyłaniają drużynę mającą szansę awansu do Svenska hockeyligan. Do 2014 roku o awansie decydowała tzw. Kvalserien, w której najlepsze zespoły z Hockeyallsvenskan i najsłabsze z SHL grały wspólną serię. W latach 2015–2019 wprowadzono system bezpośrednich serii meczów między najlepszymi zespołami z Hockeyallsvenskan i najsłabszymi z SHL. Od 2021 roku zwycięzca finału play-offów Hockeyallsvenskan awansuje bezpośrednio do SHL, zastępując najsłabszą drużynę tej ligi.
Dwa ostatnie zespoły w tabeli Hockeyallsvenskan grają między sobą serię play-out, której przegrany spada do Hockeyettan.
Svenska hockeyligan nie jest ligą zamkniętą – każdego roku jedna drużyna spada z SHL, a jedna awansuje z Hockeyallsvenskan.

## Sezon 2025/2026
- AIK Ishockey
- Almtuna IS
- BIK Karlskoga
- IF Björklöven
- IF Troja-Ljungby
- IK Oskarshamn
- Kalmar HC
- Modo Hockey
- Mora IK
- Nybro Vikings IF
- Södertälje SK
- Vimmerby HC
- Västerås IK
- Östersunds IK